# Мокрањска Миљацка
Мокрањска Миљацка, раније позната и као Мокрањчица  је саставица ријеке Миљацке. Извире у пећини у засеоку Врело у близини Кадиног Села, односно 7 км од Мокрог. Њен извор се налази у подножју кречњачког масива Градина. Назив је добила по насељу Морко у чијој близини извире. Дуга је 20,5 km. Најдужим дијелом свога тока протиче кроз општину Пале, а са Паљанском Миљацком се састаје на граници општине Пале и општине Источни Стари Град. Миљацку чини у близини Булога и Довлића.

## Одлике
Извире на надморској висини од 1.135 м, а са Паљанском Миљацком се спајана на надморској висини од 624 м.

## Мостови
Преко ријеке је изграђен мост који спаја Сумбуловац и Љубогошту.